# Yalın Dilek
Recep Yalın Dilek (* 26. července 2006) je turecký fotbalista, který hraje za First Vienna FC 1894, kde je na hostování z Galatasaraye.

## Klubová kariéra
V únoru 2017 přestoupil do akademie Galatasaray SK. V srpnu 2024 byl poprvé povolán do seniorského týmu, žádný zápas ale neodehrál.
V lednu 2025 byl poslán na hostování do First Vienna FC 1894. Ve 2. Lize debutoval v únoru 2025, když nastoupil v 78. minutě 17. kola sezóny proti Admiře Wacker, střídal Kelechi Nnamdiho.